# Cap de Guiló
El Cap de Guiló és una muntanya de 2.616 metres que es troba entre els municipis de Lladorre, a la comarca del Pallars Sobirà i l'Arieja a França.